# Hachem Alameddine
 (avril 2018).
Hachem Alameddine (en arabe : هاشم علم الدين) est un homme politique libanais né en 1940 et mort en avril 2010.
Il est élu député sunnite de Minieh sur la liste du Courant du Futur et des forces de l'Alliance du 14 Mars lors des élections législatives de juin 2005.
Il est réélu en juin 2009 mais décède en avril 2010. Kazem Kheir est élu pour le remplacer lors d'élections partielles tenues en juin de la même année.

## La vie
Il a étudié à l'école évangélique et au collège d'éducation islamique et d'éducation à Tripoli. Il a obtenu un diplôme d'ingénieur agronome à l'"Académie agricole de Sofia" en Bulgarie, ainsi qu'un doctorat d'État en ingénierie agricole.
De 1980 à 1990, il a travaillé comme professeur à l'université d'Oran, en Algérie.
Il est entré en politique en 1992, lorsqu'il s'est présenté aux élections législatives pour le siège sunnite de la région d'Al-Minya, dans le nord, mais sans succès. Il s'est ensuite présenté aux élections législatives pour les années 1996-2000-2005, et a réussi en 2005 à obtenir le siège sunnite de la deuxième circonscription du nord, qu'il a remporté en devenant député au Parlement libanais. Il a également remporté les élections législatives de 2009 lorsqu'il s'est présenté pour un siège sunnite dans la circonscription de Minieh-Danniyeh.